# Bruneck
Bruneck (Italiaans: Brunico; Ladinisch: Bornech) is een stadje in de Noord-Italiaanse autonome provincie Bozen-Zuid-Tirol (regio Trentino-Zuid-Tirol). Bruneck telt circa twaalfduizend inwoners, van wie 83% Duits, 15% Italiaans en 2% Ladinisch spreekt.
Bruneck ligt aan de Rienz (Rienza) op 835 meter hoogte. Het is de hoofdstad van het Pustertal (Val Pusteria). Bekend in Bruneck is het Landesmuseum für Volkskunde Dietenheim, dat vooral over de mijnen handelt. Verder komen toeristen er om te wandelen, skiën, bergbeklimmen, fietsen of mountainbiken. De hoofdstraat van Bruneck is de Stadtgasse. Veel inwoners uit het Pustertal komen hier inkopen doen. Er vertrekken bussen naar alle richtingen. Woensdag is er marktdag in Bruneck.
Vlak bij Bruneck ligt de Kronplatz, die bekendstaat als een van de beste skibergen van Europa.
Bruneck onderhoudt een jumelage met de Belgische stad Tielt.

## Geboren
- Nanni Moretti (1953), acteur en filmregisseur
- Hubert Pallhuber (1965), mountainbiker
- Markus Lanz (1969), presentator en producer
- Hermann Achmüller (1971), langeafstandsloper
- Roland Clara (1982), langlaufer
- Manuela Mölgg (1983), alpineskiester
- Christof Innerhofer (1984), alpineskiër
- Karin Knapp (1987), tennisster
- Dietmar Nöckler (1988), langlaufer
- Lukas Hofer (1989), biatleet
- Dominik Windisch (1989), biatleet
- Dorothea Wierer (1990), biatlete

## Externe links

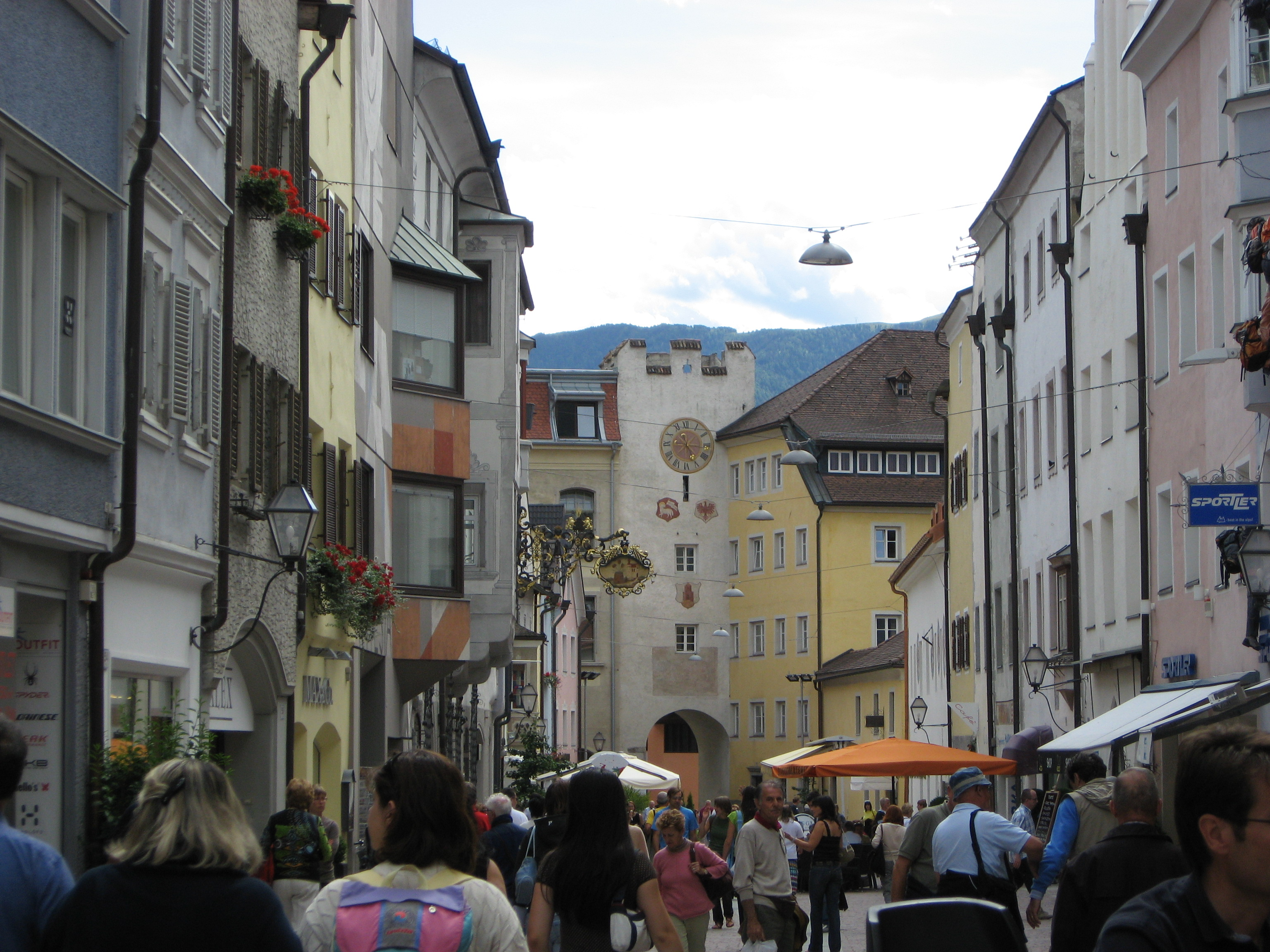
Het centrum van Bruneck

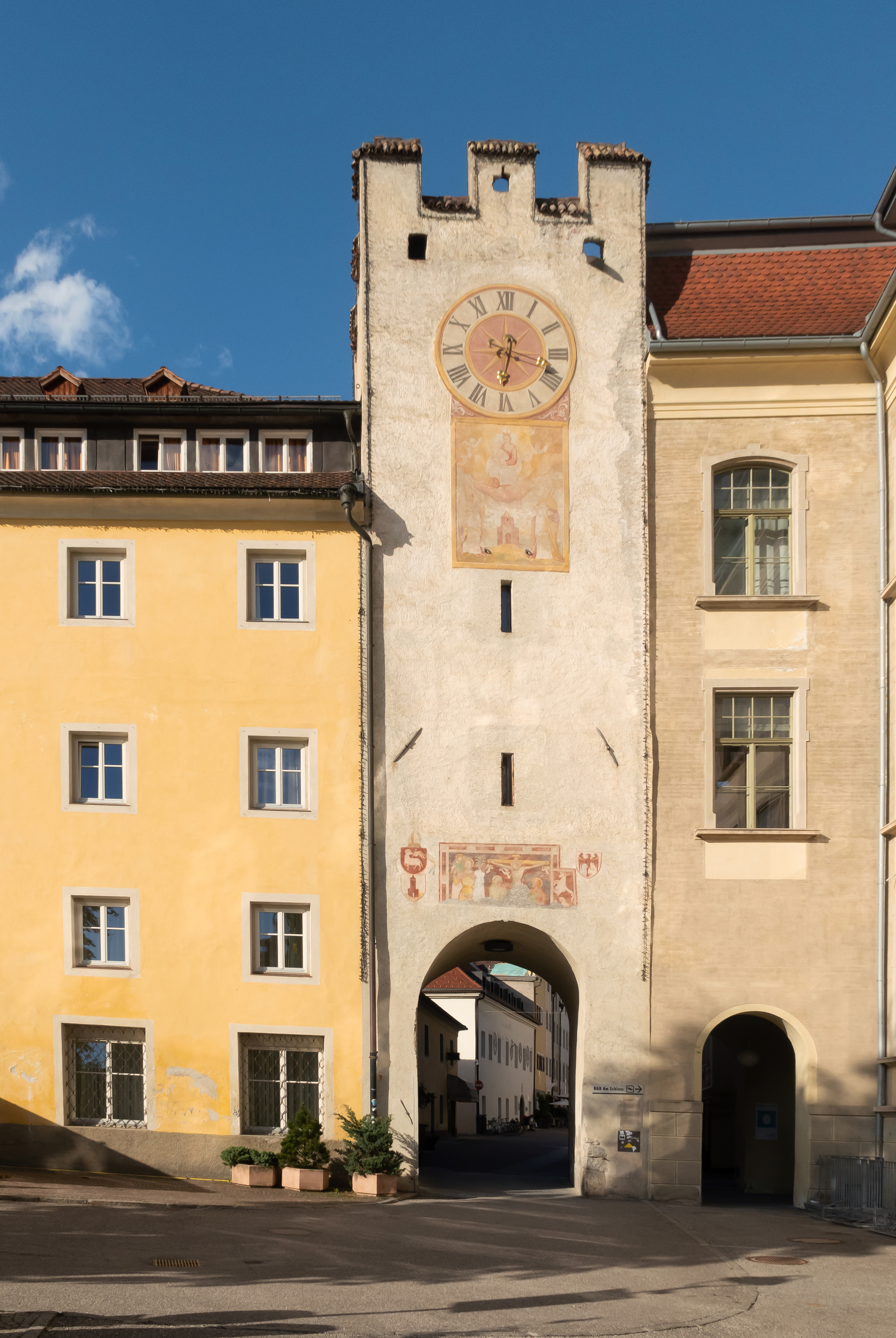
De Urselinenpoort